# Graptomyza rectifacies
Graptomyza rectifacies är en tvåvingeart som beskrevs av Meijere 1916. Graptomyza rectifacies ingår i släktet Graptomyza och familjen blomflugor. Inga underarter finns listade i Catalogue of Life.